# Rongcheng, Weihai
Rongcheng är en stad på häradsnivå som lyder under Weihais stad på prefekturnivå i Shandong-provinsen i norra Kina. Den ligger omkring 480 kilometer öster om provinshuvudstaden Jinan. 